# Cha Cha Cha's for Lovers
Cha Cha Cha's for Lovers è un album di Tito Puente, pubblicato nel 1955 dalla Tico Records.

## Tracce
Lato A
1. Suavecito – 2:49 (Ramón Monchito)
2. Almendra – 2:53 (Abelardo Valdez)
3. Prelude to Rhythm – 2:42 (Julio Gutierrez)
4. Cha-Cha-Cha – 2:01 (Justi Barreto)
5. Pare cochero – 2:41 (Miguel Banguela, Marcelino Guerra)
6. Cha-Cha Mambo – 2:50 (Tito Puente)

Lato B
1. Los marcianos – 2:24 (Rosendo Ruiz, Jr.)
2. La palma verde real – 2:31 (N. Mondelay)
3. Al ritmo del cha-cha-cha – 2:40 (Bienvenido Julian Gutierrez)
4. Todos bailan mi cha-cha-cha – 2:34 (Antonio Sánchez, Jr.)
5. Cuidado con la mano – 2:16 (Enrique Jorrín)
6. Goza mi cha-cha-cha (Enjoy My Cha Cha Cha) – 2:50 (Felix Reyna)

## Musicisti
- Tito Puente - timbales, vibrafono, percussioni

altri musicisti probabilmente presenti: 
- Willie Bobo - percussioni
- Mongo Santamaría - congas